# Maggio (Francesco del Cossa)
Maggio è uno degli affreschi (500×320 cm circa) del Salone dei Mesi di Palazzo Schifanoia a Ferrara. Fu dipinto da Francesco del Cossa e collaboratori tra il 1468 e il 1470 circa.

## Storia
Gli affreschi del Salone di rappresentanza di palazzo Schifanoia furono eseguiti per volontà di Borso d'Este negli anni 1468-1470 per celebrare probabilmente l'investitura, da parte di papa Paolo II, di Borso a duca di Ferrara, programmata all'inizio del 1471.
Manifesto politico della grandezza del duca e delle sue arti di governo, e testimonianza alta della cultura della corte estense, il ciclo di Schifanoia fu realizzato da tutti gli artisti dell'Officina ferrarese, con la direzione probabile di Cosmè Tura e l'ideazione del tema da parte dell'astronomo, astrologo e bibliotecario di corte Pellegrino Prisciani, che attinse a vari testi eruditi antichi e moderni.
Gli affreschi di Marzo, Aprile e Maggio sono gli unici di cui sia documentata l'autografia, grazie a una famosa lettera indirizzata dall'artista a Borso d'Este datata 25 marzo 1470, dove con un moto di autocoscienza e dignità estremamente moderno per l'epoca reclamava un migliore trattamento economico per gli affreschi della parete est, che egli dichiarò come i migliori tra tutti quelli degli altri artisti impegnati. La risposta negativa del duca fu forse all'origine della sua partenza per Bologna.
Col tempo il palazzo venne praticamente abbandonato, versando in gravi condizioni soprattutto dopo la cacciata degli Este (1598). Gli affreschi furono scialbati e le sale del palazzo destinate ad usi impropri, che compromisero gravemente le decorazioni. Solo tra il 1820 e il 1840 vennero progressivamente ritrovati gli affreschi, dei quali però restarono leggibili solo sette su dodici, in particolare le sole pareti nord ed est.

## Descrizione

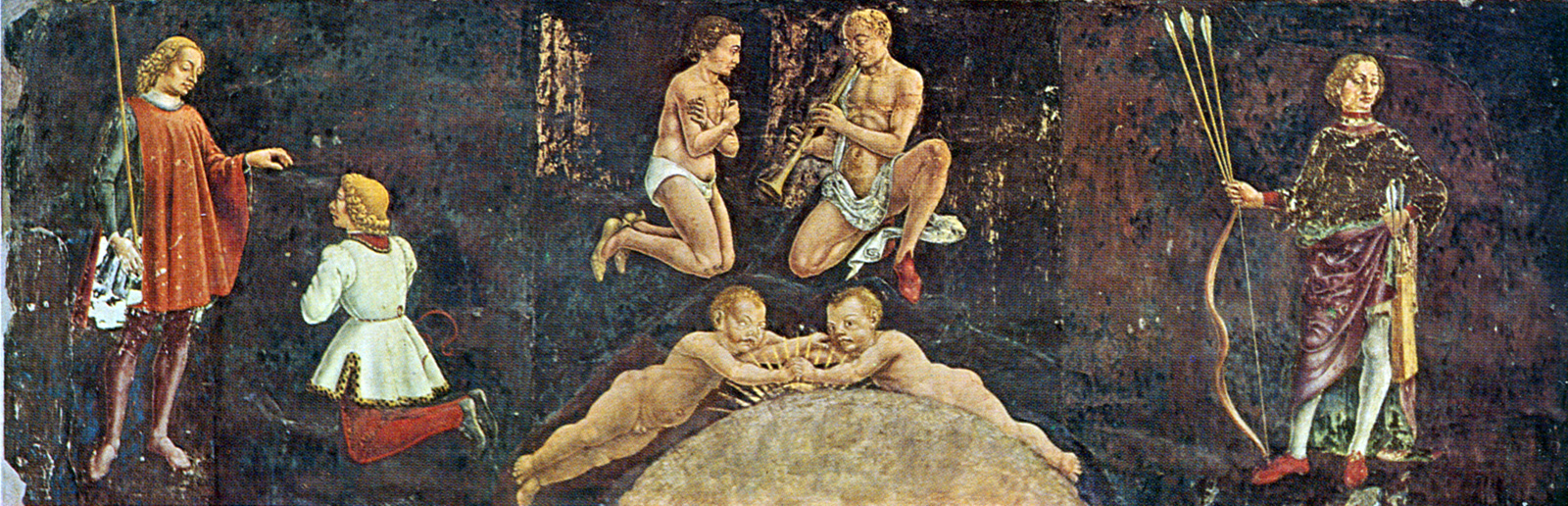
I Decani

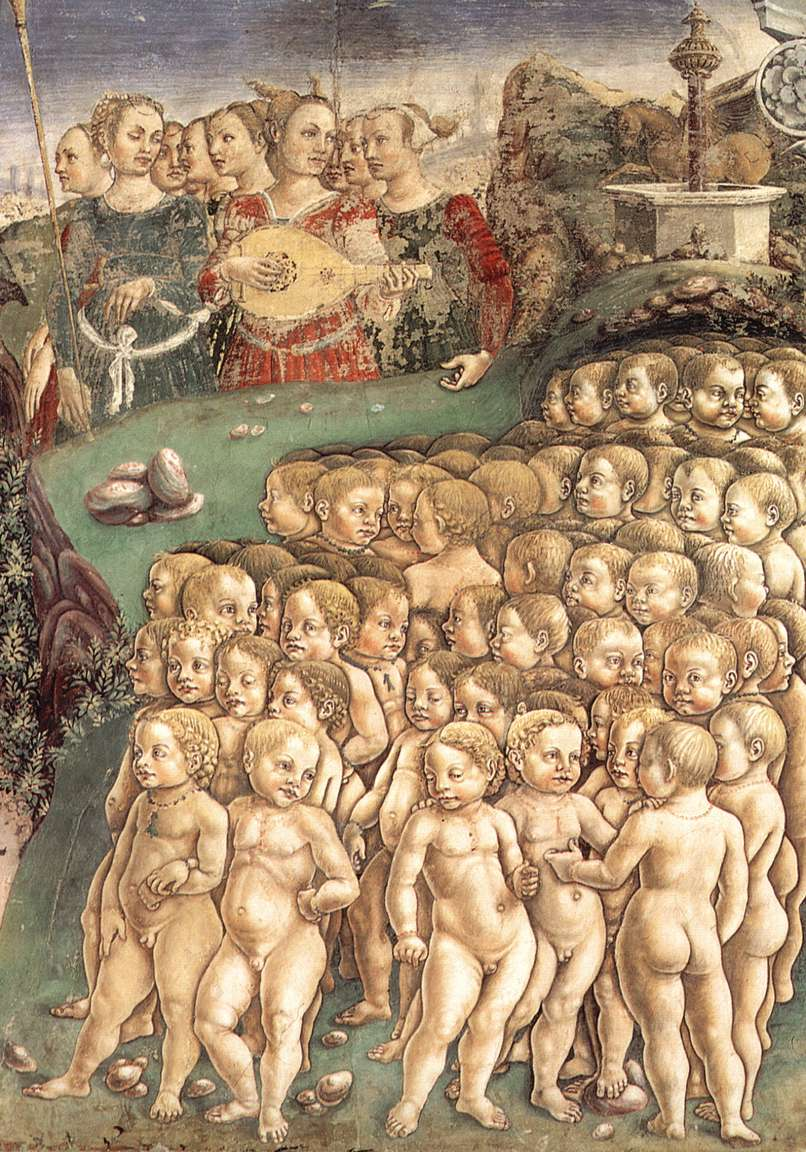
Le Muse e i fanciullini

Come gli altri Mesi, anche Maggio è diviso in tre fasce orizzontali: una superiore con il trionfo della divinità protettrice del mese, in questo caso Apollo, una centrale con il segno zodiacale (Gemelli) e i tre "decani", e una inferiore con scene del governo di Borso d'Este, che in questo caso sono molto rovinate.
Il trionfo di Apollo mostra il dio che avanza, in mano un globo ed un arco, su di un carro parato a festa, trainato da quattro cavalli e guidato da Aurora. Assistono al suo trionfo, sullo sfondo, le nove Muse, vicine a una fonte della giovinezza, mentre a destra vicino al carro, con intenzioni allegoriche difficili da interpretare, si muove una fitta schiera di infanti paffuti. Sull'altro lato stanno figure e simboli legati al culto del dio.
La fascia centrale mostra le tre figure dei "decani", cioè i protettori delle tre decadi del mese. Si tratta dei protettori delle tre decadi del mese, rappresentati secondo il sistema astrologico egizio che venne trascritto da Teucro Babilonese nel I secolo a.C., poi ripreso nell'Astronomica di Manilio in età imperiale e poi da Pietro d'Abano nel medioevo (Astolabium planum), mediando da testi arabi, come Albumasar (IX secolo).
Essi sono un gentiluomo che riceve l'omaggio di un ragazzo più giovane (forse l'istruzione della Poesia o della Musica), un suonatore di tibia vestito di scarpe rosse che è ascoltato da un uomo vestito solo di una fascia e di calzari dorati, e un arciere, che mostra fiori e frutta nelle pieghe del mantello. Le ipotesi più accreditate sono quelle di Aby Warburg che, consultando vari testi antichi tra cui in particolare l'Astronomica di Manilio, spiegò i decani come divinità sideree egiziane di età ellenistica, con un preciso significato astrologico, che presiedevano alle forme di vita nate nei periodi di tempo da essi controllati; erano inoltre assimilati ai pianeti posti sotto il loro dominio, e ai segni dello zodiaco: di ogni segno i decani rappresentavano infatti le tre "facce".
In basso, quanto resta degli affreschi, sopravvissuti all'apertura di una porta, mostrano scene di vita campestre, con una bella scena di falciatura dei campi, posta in primo piano.

## Stile
Da un punto di vista stilistico il mese di Maggio è caratterizzato da forme solide e sintetiche, derivate dalla lezione di Piero della Francesca, con un'illuminazione chiara e una costruzione prospettica impeccabile che rendono verosimili anche i dettagli più improbabili e visionari, come la moltitudine di fanciullini.